# Юркевич, Анна
Анна Юркевич (пол. Anna Jurkiewicz; род. 9 февраля 1984 года в Освенциме, Польша) — польская фигуристка, выступавшая в одиночном разряде. Четырёхкратная чемпионка страны. По состоянию на июнь 2011 года занимает 121-е место в рейтинге Международного союза конькобежцев (ИСУ).

## Карьера
Анна Юркевич в 13 лет уже делала каскады из тройных прыжков и считалась очень перспективной фигуристкой. На чемпионате мира среди юниоров в 1998 году она заняла 5-е место, 5-й она была и в финале юниорской серии Гран-при 1999 года, став первой польской одиночницей вышедшей в финал. До этого она дважды была второй на юниорских этапах Гран-при в Германии и Франции.
В следующем сезоне (1999/2000) Анна сильно повредила спину, и не смогла восстановить спортивную форму, не проходя на нескольких юниорских первенствах мира квалификацию в произвольную программу.
Летом 2004 года Юркевич временно покинула фигурное катание. Успешное возвращение фигуристки произошло в апреле 2006 года с целью подготовки к чемпионату Европы 2007 года, который принимала Варшава. На этом чемпионате она 22-я, а на следующий год (2008) даже улучшила свой личный результат — 19-е место. На мировых первенствах в произвольную программу не отбиралась, занимая места в 4-м десятке. Однако, в сезоне 2008—2009 на чемпионате мира 2009 года в Лос-Анджелесе, впервые квалифицировалась для выполнения произвольной программы и заняла довольно высокое общее 19-е место (а в произвольной даже показав 16-й результат), причем не только улучшив все свои личные результаты (в короткой и произвольной программах и общую сумму), а получив на этом турнире олимпийскую лицензию для Польши на турнир одиночниц на зимних Олимпийских играх в Ванкувере.
Национальный чемпионат 2010 года проиграла Анете Михалек, заняла только второе место. Однако, была включена в состав команды Польши на Олимпиаду 2010. На Играх неудачно выступила в короткой программе, заняла 30-е, последнее, место и для исполнения произвольной не отобралась.
В настоящее время работает хореографом.

## Спортивные достижения

### Результаты после 2010 года
| Соревнования           | 2010—2011 |
| ---------------------- | --------- |
| Чемпионаты Польши      | 1         |
| Coupe de Nice          | 9         |
| Мемориал Ондрея Непелы | 4         |
| NRW Trophy             | 18        |

### Результаты с 2000 по 2010 год
| Соревнования                        | 2000—2001 | 2001—2002 | 2002—2003 | 2006—2007 | 2007—2008 | 2008—2009 | 2009—2010 |
| ----------------------------------- | --------- | --------- | --------- | --------- | --------- | --------- | --------- |
| Зимние Олимпийские игры             |           |           |           |           |           |           | 30        |
| Чемпионаты мира                     |           |           |           | 31        | 34        | 19        |           |
| Чемпионаты Европы                   |           |           |           | 22        | 19        |           |           |
| Чемпионаты мира среди юниоров       | 31        |           |           |           |           |           |           |
| Чемпионаты Польши                   | 1J.       | 4         | 2         | 1         | 1         | 1         | 2         |
| Trophee Eric Bompard                |           |           |           |           |           |           | 10        |
| Мемориал Ондрея Непелы              |           |           |           |           | 6         | 17        |           |
| Золотой конёк Загреба               |           |           |           |           | 7         |           |           |
| Nebelhorn Trophy                    |           |           |           |           | 7         |           |           |
| Merano Cup                          |           |           |           |           | 2         |           |           |
| Мемориал Карла Шефера               |           |           | 9         | 10        |           |           |           |
| Coupe de Nice                       |           | 13J.      | 2         | 14        | 2         |           |           |
| Этапы юниорского Гран-при, Германия | 5         |           |           |           |           |           |           |
| Этапы юниорского Гран-при, Польша   | 1         |           |           |           |           |           |           |

### Результаты до 2004 года
| Соревнования                          | 1995—1996 | 1996—1997 | 1997—1998 | 1998—1999 | 1999—2000 |
| ------------------------------------- | --------- | --------- | --------- | --------- | --------- |
| Чемпионаты мира среди юниоров         |           |           | 5         | 25        | 27        |
| Чемпионаты Польши                     | 2J.       | 1J.       | 1J.       | 1J.       |           |
| Финалы юниорского Гран-при            |           |           |           | 5         |           |
| Этапы юниорского Гран-при, Нидерланды |           |           |           |           | 9         |
| Этапы юниорского Гран-при, Норвегия   |           |           |           |           | 11        |
| Этапы юниорского Гран-при, Германия   |           |           | 4         | 2         |           |
| Этапы юниорского Гран-при, Франция    |           |           |           | 2         |           |
| Этапы юниорского Гран-при, Болгария   |           |           | 8         |           |           |
| Gardena Spring Trophy                 |           |           | 1         |           |           |

- J = юниорский уровень